# Georges Christiaens
Pour les articles homonymes, voir Christiaens.
Georges Christiaens, né le 30 juin 1910 à Kooigem et mort le 13 janvier 1983 à Audenarde, est un coureur cycliste belge, professionnel de 1932 à 1940.

## Palmarès
- 1932
  - Grand Prix de Fourmies
- 1933
  - Paris-Boulogne-sur-Mer
  - 2e de Tourcoing-Dunkerque-Tourcoing
  - 3e de Roubaix-Cassel-Roubaix
  - 3e de Tour de Belgique indépendants
- 1935
  - Paris-Arras
  - Tour du Nord :
    - Classement général
    - 1re étape

  - 4e étape du Circuit de l'Ouest
- 1936
  - 5e étape du Circuit de l'Ouest
  - 2e du Derby du Nord
- 1937
  - 3e étape du Tour de Belgique
  - 4e et 7e étapes du Tour de Suisse
  - 2e de Tourcoing-Dunkerque-Tourcoing
  - 3e du Tour de Belgique
  - 9e du Tour de Suisse
- 1938
  - Circuit du Port de Dunkerque
  - 1re étape du Circuit du Pas-de-Calais
  - 5e de Paris-Nice
- 1939
  - Circuit du Houtland-Torhout
  - Tourcoing-Dunkerque-Tourcoing
  - 2e du Circuit de Flandre centrale
  - 3e du Grand Prix de Wallonie
  - 3e du Grand Prix de la ville de Zottegem
- 1940
  - 2e du Tour des Flandres
  - 3e d'Anvers-Gand-Anvers